# Са'уму
Са'уму (д/н — 2400 до н. е.) — 4-й енісі-гал (верховний володар) Другого царства Марі близько 2416—2400 роках до н. е. — за середньою хронологією, (за короткою хронологією — у 2280—2276 роках до н. е.)

## Життєпис
Спадкував Ансуду. Про нього відомо лише з пізнього згадки своїх попередників володарем Енна-Даганом. Він продовжив війну з еблаїтським малікумом Ешар-Маліком, у якого захопив міста Тібалат, Ілвані, Раак, Нірум, Ашалду і Бадул, сплюндрувавши землі в сучасних областях Ангай і Нахал. Ймовірно дійшов до міста Емар.
Йому спадкував Іштуп-Ішар.